# Palaquium simun
Palaquium simun là một loài thực vật có hoa trong họ Hồng xiêm. Loài này được P.Royen mô tả khoa học đầu tiên năm 1960.